# 看中國
《看中國》（Vision Times）是海外华人在北美、欧洲、澳洲、日本、韩国和香港發行的綜合性中文週報，於2001年在美國紐約創立，该报被认为具有法轮功背景，除了在較大城市設有付費報箱販售報紙，在一些華人社區也有設有免費報箱供人免費取閱，並在網路上有中文、英文、西班牙文等八種語文的新聞網站。其中文網站自述「報道最新社會焦點，從不迴避有爭議主題或妥協於政治壓力」、「推崇傳統中華文化和復興其理念，以促進中華民族發展為目標而不停努力」。

## 內容編排
《看中國》在其新聞的內容編排上以中國大陸為重點，經常報導中國大陸社會中下層老百姓的民生狀況以及官場百態，同時有適量的國際新聞，另外也有財經、移民、時尚、文化、奇聞、娛樂等等分類新聞。
由於其反對中共的立場，故對於中华人民共和国党政官員的貪腐著墨較多。该报曾报导称其報箱在2008年兩度遭到中國共產黨支持者破壞。

## 其它

### 法轮功背景
法轮功创始人李洪志曾称《看中国》为“我们的媒体”。《看中国》的总裁是纽约法轮大法研究会（Falun Dafa Association）的发言人。

### 被非法移民用作政治庇护工具
在2024年5月亚洲新闻台的Walk The Line新闻专题节目中，有售卖报纸的摊贩透露称只要在看中国付费刊登对中国大陆不满的专栏文章，就会被美国移民局视为被中国迫害而拿到政治庇护。

## 外部連結
- 《看中國》 （页面存档备份，存于）（繁體中文）
- 《看中國》 （页面存档备份，存于）（简体中文）
- 澳洲《看中國》 （页面存档备份，存于）
- Vision Times （页面存档备份，存于）（英文）